# Sare
Sare (Baskisch: Sara) is een gemeente in het Franse departement Pyrénées-Atlantiques (regio Nouvelle-Aquitaine). De plaats maakt deel uit van het arrondissement Bayonne. Sare is lid van Les Plus Beaux Villages de France. Sare telde op 1 januari 2022 2.736 inwoners.

## Geografie
De oppervlakte van Sare bedroeg op 1 januari 2022 51,34 vierkante kilometer; de bevolkingsdichtheid was toen 53,3 inwoners per km². Sare ligt in de Baskische provincie Labourd en heeft een 34 kilometer lange grens met Navarra in Spanje. De gemeente wordt doorsneden door tientallen stortbeken die uitmonden in de Nivelle.

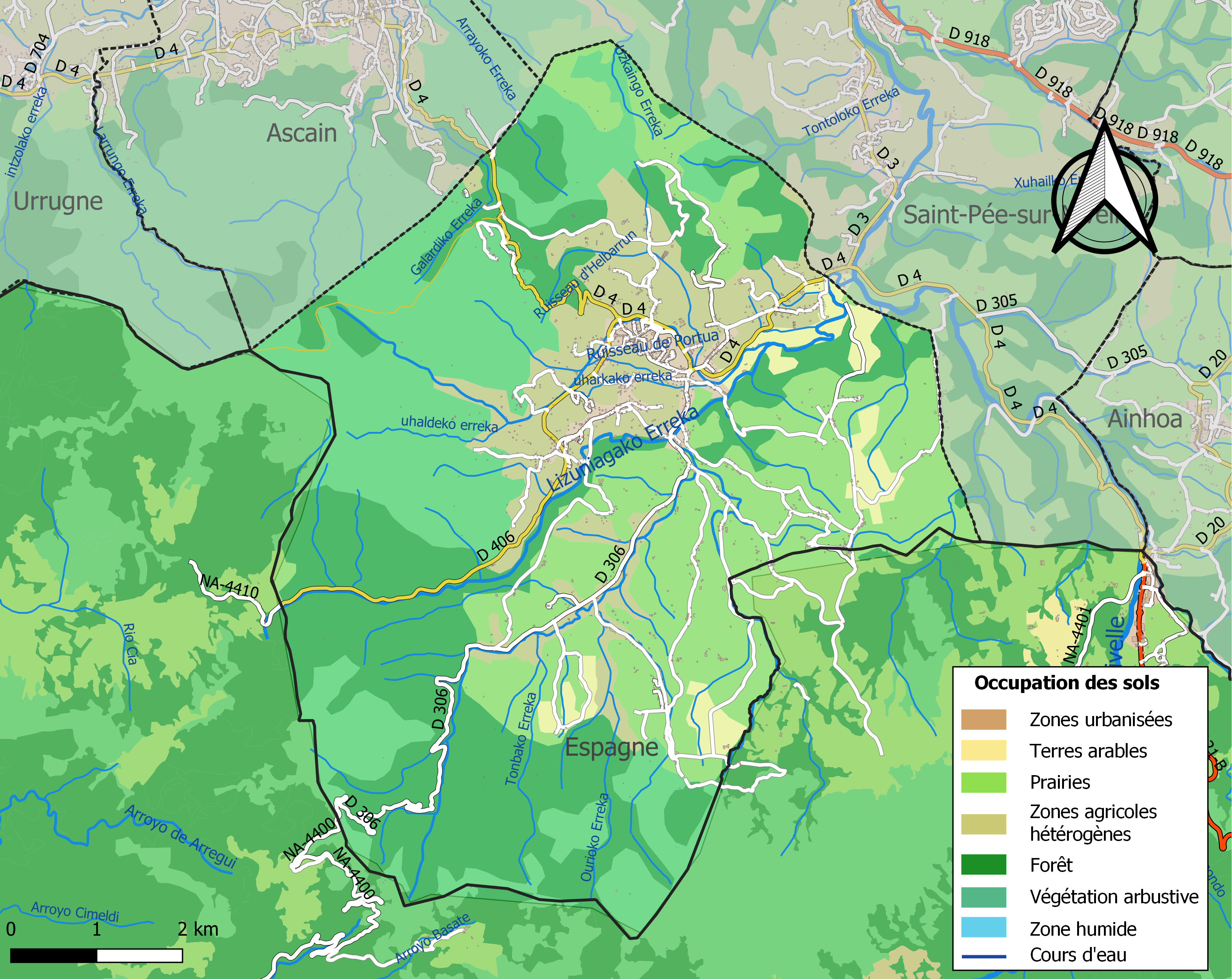
Kaart van de gemeente met de belangrijkste infrastructuur, bodemgebruik en omliggende gemeenten

## Demografie
Onderstaande figuur toont het verloop van het inwonertal (bron: INSEE-tellingen).

## Afbeeldingen

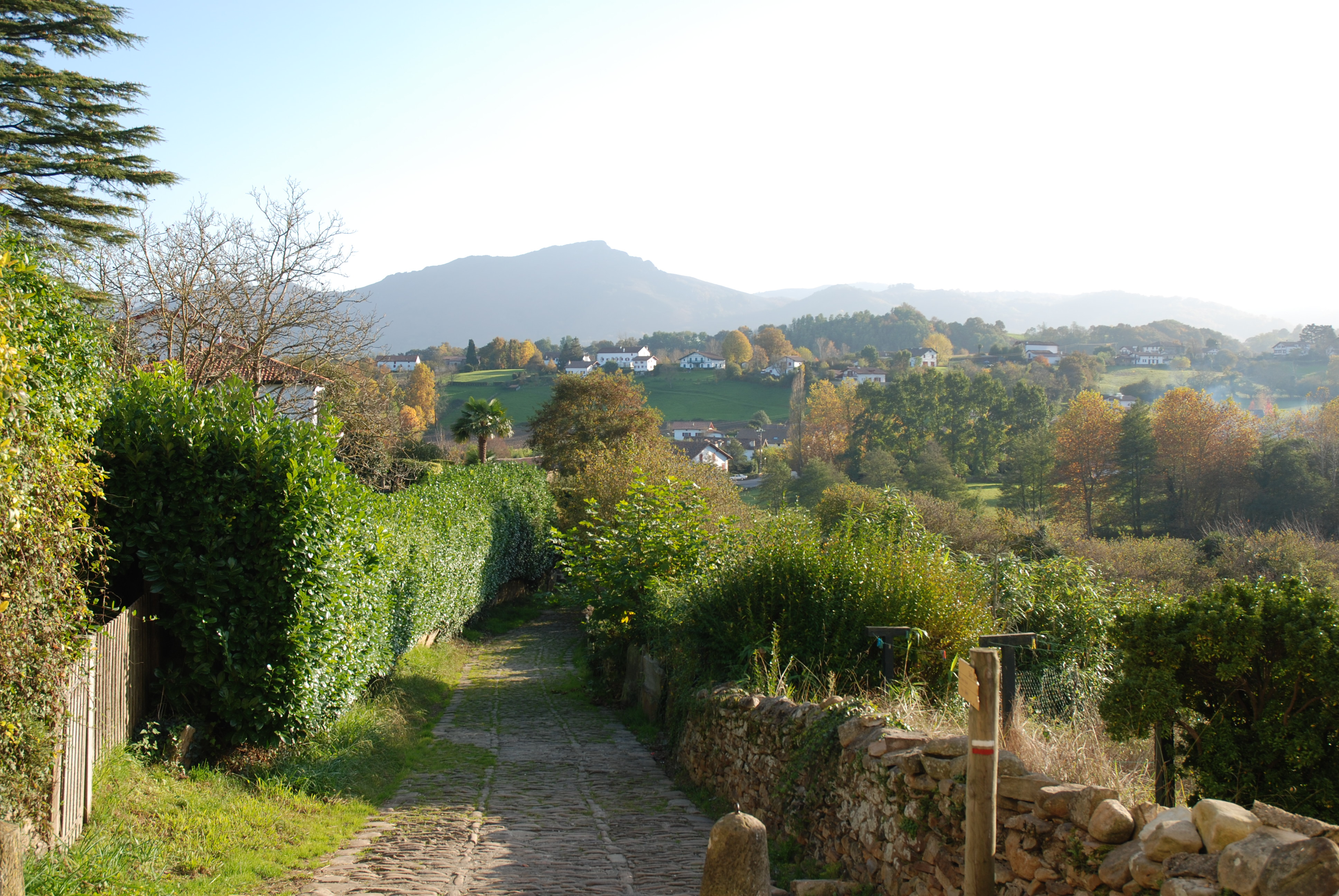
Romeinse weg
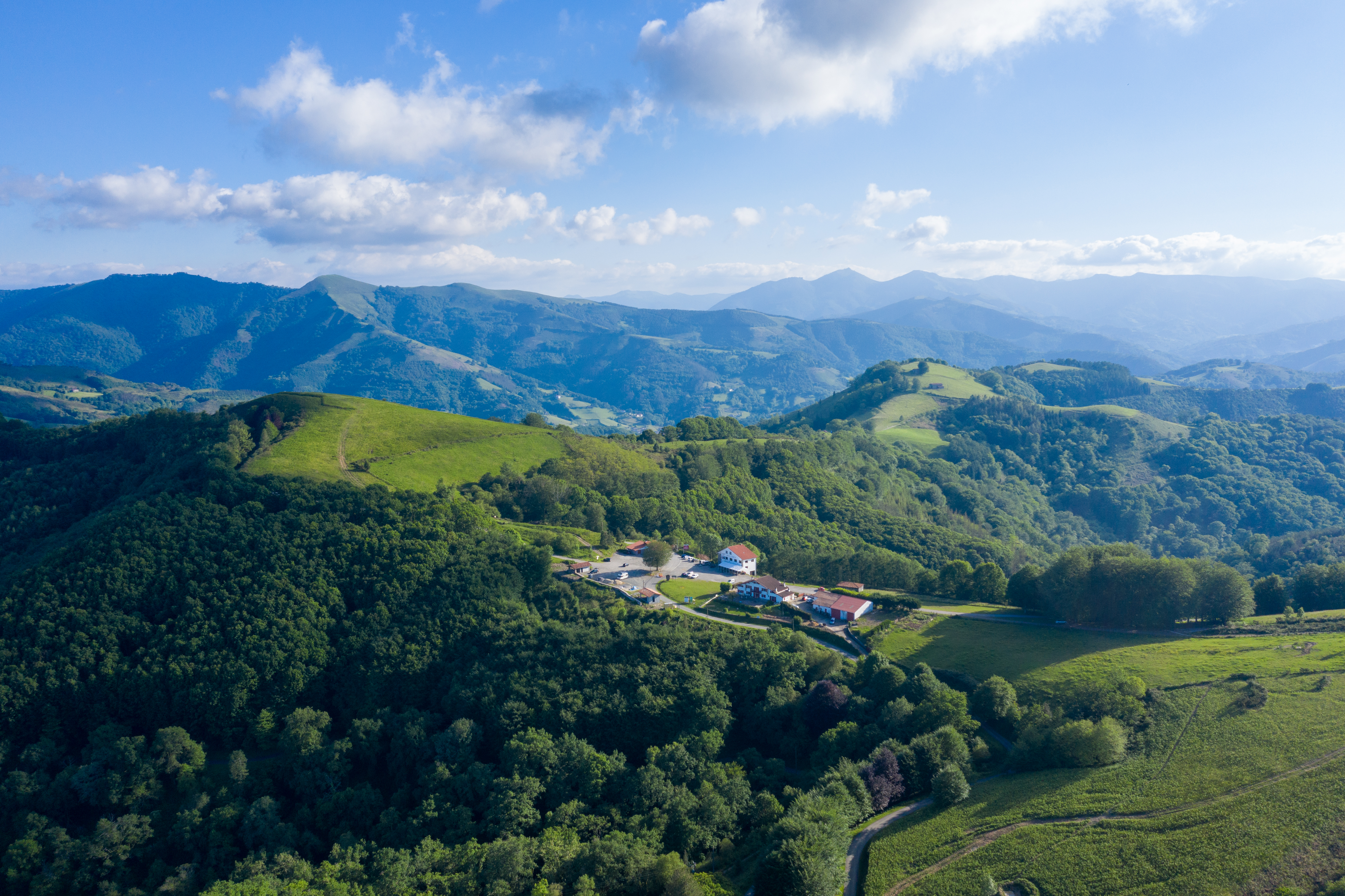
Col de Lizarrieta (441 meter)